# Karola Ebeling
 (novembre 2023).
Si vous disposez d'ouvrages ou d'articles de référence ou si vous connaissez des sites web de qualité traitant du thème abordé ici, merci de compléter l'article en donnant les références utiles à sa vérifiabilité et en les liant à la section « Notes et références ».
Karola Ebeling (née le 23 mai 1935 à Berlin) est une actrice et chanteuse allemande.

## Biographie
Karola Ebeling grandit à Berlin, y fait ses études et obtient le diplôme d'une école de commerce. Elle est ensuite élève de l'école d'art dramatique Max-Reinhardt sous la direction de Hilde Körber. Elle suit une formation vocale auprès d'Elsa Varena à Berlin, de Sergio Nazor à Wuppertal et du professeur Gottschalk à Berlin.
Au cours de sa formation, elle joue plusieurs rôles au Schillertheater et au Schlosspark Theater à Berlin. Après avoir terminé sa formation d'actrice, elle a des engagements dans les théâtres de Wuppertal, Lübeck, Hildesheim et Hanovre. À partir de 1958, Karola Ebeling travaille pendant trois saisons au Deutsches Theater, dans l'est de Berlin. En 1959, elle incarne Luise dans Kabale und Liebe, une adaptation de la DEFA réalisée par Martin Hellberg. Pendant cette période au Deutsches Theater, elle joue une vingtaine de rôles à la télévision diffusée en direct. À cette époque, elle est également membre du cabaret de Berlin-Ouest Die Bedienten et peut être vue dans des pièces de contes de fées avec Fritz Genschow au Titania-Palast. À la suite d'une critique du journal Die Welt, elle est embauchée par Gustaf Gründgens au Deutsches Schauspielhaus de Hambourg.
La construction du mur de Berlin en 1961 marque la fin de l'engagement de Karola Ebeling au Deutsches Theater de Berlin. Par une heureuse coïncidence, elle est engagée pour la deuxième distribution de la comédie musicale My Fair Lady dans le rôle d'Eliza (première le 25 octobre 1961) au Theater des Westens à Berlin puis environ 1000 représentations à Berlin, Munich, Zurich, Vienne, Francfort, Düsseldorf, Luxembourg et en tournée. En vieillissant, elle endosse les rôles de Mme Pearce et Mme Higgins.
De 1984 à 1992, Ebeling se retire pour reprendre un hôtel familial. En 1997, elle redevient actrice au théâtre et à la télévision.

## Filmographie

### Cinéma
- 1954 : Éternel Amour
- 1954 : Die schöne Müllerin (de)
- 1955 : Docteurs et Infirmières
- 1956 : Tischlein, deck dich (de)
- 1959 : Kabale und Liebe (de)
- 1965 : Die fromme Helene
- 1976 : Vera Romeyke n'est pas dans les normes (de)

### Télévision
- 1958 : Das Tagebuch der Anne Frank
- 1960 : Professor Mamlock
- 1960 : Kreuze am Horizont
- 1961 : Zwei Krawatten
- 1963 : Der jähzornige junge Mann
- 1963 : Chiarevalle wird entdeckt
- 1963 : Feuer lodern überall
- 1963 : Verlorner Sohn
- 1964 : Wir singen nur für Sie heut nacht
- 1964 : Gehen Sie zu Paul Potter: Ein Detektiv in tausend Noten
- 1964 : Zweierlei Maß
- 1965 : Der seidene Schuh (série télévisée, 2 épisodes)
- 1965 : Die Geschäfte des Herrn Mercadet
- 1967 : Das Kriminalmuseum (série télévisée, 1 épisode)
- 1968 : Die seltsamen Methoden des Franz Josef Wanninger (série télévisée, 1 épisode)
- 1970 : Les Cavaliers de la route  (série télévisée, 1 épisode)
- 1977 : Preussenkorso 45-48
- 1979: Tatort: Gefährliche Träume (de)
- 1983 : Die Geschwister Oppermann (de)
- 1983 : 4 Hoffmanns und 5 Cupovics
- 1996 : Inspecteur Derrick (série télévisée, 1 épisode)
- 2000 : Charly la malice (série télévisée, 1 épisode)